# Zielona Wieś (województwo wielkopolskie)
Zielona Wieś – wieś w Polsce położona w województwie wielkopolskim, w powiecie rawickim, w gminie Rawicz.
W okresie Wielkiego Księstwa Poznańskiego (1815-1848) miejscowość wzmiankowana jako Zielona Wieś należała do wsi większych w ówczesnym pruskim powiecie Kröben (krobskim) w rejencji poznańskiej. Zielona Wieś należała do okręgu sarnowskiego tego powiatu i stanowiła część majątku Stwolno, którego właścicielem był wówczas (1846) Czarnecki. Według spisu urzędowego z 1837 roku Zielona Wieś liczyła 328 mieszkańców, którzy zamieszkiwali 50 dymów (domostw). W skład majątku Stwolno wchodziły także: Sikorzyn, Wydawy oraz polana leśna Wołynie.
W latach 1975–1998 miejscowość należała administracyjnie do województwa leszczyńskiego.
Publikacja z 1964 roku podaje, że Zielona Wieś jest jedną z miejscowości występowania Hazaków.